# Aktive Musik Verlagsgesellschaft
Die Aktive Musik Verlagsgesellschaft mbH ist ein deutscher Hörbuchverlag für Kinder und Jugendliche mit Sitz in Dortmund. Er veröffentlicht jährlich rund 50 Hörbücher und Hörspiele. Zum Verlag gehört die Verlagsmarke Igel Records (Eigenschreibweise in Großbuchstaben).
Im Juli 2020 wurde die Gesellschaft von der Verlagsgruppe Oetinger übernommen.

## Programm
Unter dem Hörbuchlabel Igel Records veröffentlicht die Aktive Musik Verlagsgesellschaft seit 1990 Audio-CDs für Kinder. Im Herbst 2006 wurde Igel Genius als Label für Sachhörbücher gegründet. Seit dem Frühjahr 2015 erscheinen alle CDs jedoch wieder unter dem Label Igel Records.
Es erscheinen Klassiker, Märchen und Belletristik für Kinder und Jugendliche, z. B. von Autoren wie Jutta Richter, Marliese Arold, Timo Parvela, Dimiter Inkiow, Helme Heine, Jürgen Banscherus, Anu Stohner, Gernot Gricksch oder Dagmar Geisler. Neben Hörbüchern zur Kleinkindbeschäftigung veröffentlicht der Verlag auch ein Musikprogramm mit traditionellen Tanz- und Spielliedern und von Künstlern wie Fredrik Vahle, Klaus W. Hoffmann, Klaus Heider, Cattu usw.
Die Griechischen Sagen von Dimiter Inkiow zählen zu den Erfolgsprodukten des Verlags. Außerdem erscheinen Aufnahmen zu den Themen Geschichte, Literatur und Musik, z. B. die Reihe Starke Stücke, die in Zusammenarbeit mit dem Bayerischen Rundfunk entsteht.

## Sprecher
Zu den Sprechern, die für den Verlag arbeiten, gehören u. a. Katharina Thalbach, Ulrike C. Tscharre, Peter Kaempfe, Friedhelm Ptok, Claus Dieter Clausnitzer, Udo Wachtveitl, Ingo Naujoks, Stefan Kaminski.

## Auszeichnungen (Auswahl)
- 2009: Preis der Deutschen Schallplattenkritik für Kunst-Stücke für Kinder. Leonardo da Vinci: Mona Lisa von Brigitte Jünger
- 2010: Deutscher Hörbuchpreis für Wie man unsterblich wird von Sally Nicholls (Bestes Kinderhörbuch)
- 2011: Empfehlung vom Verband deutscher Musikschulen für Das große Hörbuch der Musikgeschichte
- 2011: Auditorix für Der kleine Weihnachtsmann von Anu Stohner
- 2011: Auditorix für Im Tal der Buchstabennudeln von Gernot Gricksch
- 2011: Auditorix für Fakten. Wissen. Erleben. Faust jr. ermittelt: Störtebekers Totenkopf von Ralph Erdenberger und Sven Preger
- 2012: Ohrkanus für Fakten. Wissen. Erleben. Faust jr. ermittelt: Das Amulett des Tutanchamun von Ralph Erdenberger und Sven Preger
- 2012: Auditorix für Die Wanze von Paul Shipton
- 2013: Kinder-Medien-Preis Der weiße Elefant für Starke Stücke. Bedrich Smetana: Die Moldau von Markus Vanhoefer
- 2013/2014: Leopold Medienpreis für Starke Stücke. Georg Friedrich Händel: Der Messias von Markus Vanhoefer[2]
- 2014: BEO – Deutscher Kinderhörbuchpreis (Kategorie 0–6 Jahre) für Die kleine Schusselhexe und der Zauberer von Anu Stohner